# Chaetomium hispanicum
Chaetomium hispanicum är en svampart som beskrevs av Guarro & Arx 1986. Chaetomium hispanicum ingår i släktet Chaetomium och familjen Chaetomiaceae.   Inga underarter finns listade i Catalogue of Life.